# Persone di nome Panagiōtīs
| Questa pagina contiene informazioni ricavate automaticamente dalle voci biografiche con l'ausilio del template Bio e di un bot. L'aggiornamento è periodico e automatico e ricostruisce completamente la pagina. Se manca una persona in questa lista, sei pregato di non aggiungerla, ma accertati piuttosto che la sua voce biografica contenga il template Bio e che i dati anagrafici siano correttamente compilati. Se il template Bio manca, inseriscilo tu stesso o, in alternativa, metti l'avviso {{tmp\|Bio}} che ne segnala la mancanza. Se i dati riportati sono sbagliati, correggi direttamente la voce biografica; le modifiche saranno visibili in questa lista entro pochi giorni. Per chiarimenti vedi il progetto antroponimi. La lista contiene solo le 59 persone che sono citate nell'enciclopedia e per le quali è stato implementato correttamente il template Bio. Pagina aggiornata al 16 ott 2024. |

Questa è una lista di persone presenti nell'enciclopedia che hanno il prenome Panagiōtīs, suddivise per attività principale.

## Allenatori di calcio(6)
- Panagiōtīs Egkōmitīs, allenatore di calcio e ex calciatore cipriota (Famagosta, n. 1972)
- Panagiōtīs Gkōnias, allenatore di calcio e ex calciatore greco (Livadeia, n. 1971)
- Takīs Lemonīs, allenatore di calcio e ex calciatore greco (Atene, n. 1960)
- Takīs Oikonomopoulos, allenatore di calcio e ex calciatore greco (n. 1943)
- Panagiōtīs Tsalouchidīs, allenatore di calcio e ex calciatore greco (Veria, n. 1963)
- Panagiōtīs Xiouroupas, allenatore di calcio e ex calciatore cipriota (Aradippou, n. 1968)

## Allenatori di pallacanestro(1)
- Panagiōtīs Giannakīs, allenatore di pallacanestro e ex cestista greco (Atene, n. 1959)

## Calciatori(25)
- Panagiōtīs Delīgiannidīs, calciatore greco (Salonicco, n. 1996)
- Panagiōtīs Fyssas, ex calciatore greco (Atene, n. 1973)
- Panagiōtīs Giannopoulos, ex calciatore greco (Il Pireo, n. 1972)
- Panagiōtīs Glykos, ex calciatore greco (Volos, n. 1986)
- Panagiōtīs Katsiaros, ex calciatore greco (Salonicco, n. 1978)
- Panagiōtīs Katsourīs, calciatore greco (Atene, n. 1976 - Thermi, † 1998)
- Panagiōtīs Kormpos, calciatore greco (Atene, n. 1983)
- Panagiōtīs Lagos, ex calciatore greco (Salonicco, n. 1985)
- Panagiōtīs Liagkas, calciatore greco (Karpenisi, n. 1999)
- Panagiōtīs Louka, calciatore cipriota (Nicosia, n. 2000)
- Panagiōtīs Maragkos, ex calciatore cipriota (n. 1960)
- Panagiōtīs Mpallas, calciatore greco (Karditsa, n. 1993)
- Panagiōtīs Mōraïtīs, calciatore greco (Agrinio, n. 1997)
- Giōtīs Panagiōtou, ex calciatore cipriota (Nicosia, n. 1975)
- Panagiōtīs Pontikos, ex calciatore cipriota (Larnaca, n. 1979)
- Panagiōtīs Pounnas, ex calciatore cipriota (n. 1969)
- Panagiōtīs Retsos, calciatore greco (Johannesburg, n. 1998)
- Panagiōtīs Spyropoulos, calciatore greco (Atene, n. 1992)
- Panagiōtīs Spyrou, ex calciatore cipriota (Nicosia, n. 1976)
- Panagiōtīs Tachtsidīs, calciatore greco (Nauplia, n. 1991)
- Panagiōtīs Triadīs, calciatore greco (Herdecke, n. 1992)
- Panagiōtīs Tsintōtas, calciatore greco (Katerini, n. 1993)
- Panagiōtīs Tzimas, calciatore greco (Prevesa, n. 2001)
- Panagiōtīs Vlachodīmos, calciatore tedesco (Stoccarda, n. 1991)
- Panagiōtīs Zachariou, calciatore cipriota (n. 1996)

## Cestisti(9)
- Panagiōtīs Fasoulas, ex cestista e politico greco (Salonicco, n. 1963)
- Panagiōtīs Kafkīs, ex cestista e allenatore di pallacanestro greco (Atene, n. 1980)
- Panagiōtīs Kalaitzakīs, cestista greco (Candia, n. 1999)
- Panagiōtīs Karatzas, ex cestista greco (Atene, n. 1965)
- Takīs Korōnaios, ex cestista e allenatore di pallacanestro greco (Retimo, n. 1952)
- Panagiōtīs Liadelīs, ex cestista greco (Volos, n. 1974)
- Panagiōtīs Manias, cestista e giocatore di bridge greco (Atene, n. 1932 - Il Pireo, † 2020)
- Panagiōtīs Trisokkas, ex cestista cipriota (Larnaca, n. 1980)
- Panagiōtīs Vasilopoulos, ex cestista greco (Amarousio, n. 1984)

## Dirigenti sportivi(1)
- Panagiōtīs Kone, dirigente sportivo e ex calciatore greco (Tirana, n. 1987)

## Discoboli(1)
- Panagiōtīs Paraskeuopoulos, discobolo e pesista greco (Gortyna, n. 1875 - Corfù, † 1956)

## Generali(1)
- Panagiōtīs Dagklīs, generale e politico greco (Agrinio, n. 1853 - Atene, † 1924)

## Imprenditori(1)
- Panagiōtīs Aggelopoulos, imprenditore greco (Vlachorafti, n. 1909 - Atene, † 2001)

## Musicisti(1)
- Panagiōtīs Toundas, musicista, compositore e produttore discografico greco (Smirne, n. 1886 - Atene, † 1942)

## Nuotatori(2)
- Panagiōtīs Provatopoulos, nuotatore e pallanuotista greco (Smirne, n. 1914)
- Panagiōtīs Samilidīs, nuotatore greco (Atene, n. 1993)

## Politici(7)
- Panagiōtīs Kanellopoulos, politico e scrittore greco (Patrasso, n. 1902 - Atene, † 1986)
- Panagiōtīs Kouroumplīs, politico greco (Matsouki, n. 1951)
- Panagiōtīs Lafazanīs, politico greco (Elefsina, n. 1951)
- Panagiōtīs Pikrammenos, politico greco (Atene, n. 1945)
- Panagiōtīs Pipinelīs, politico e diplomatico greco (Pireo, n. 1899 - † 1970)
- Panagiōtīs Poulitsas, politico e archeologo greco (Geronthres, n. 1881 - Atene, † 1968)
- Panos Skourletīs, politico greco (Atene, n. 1962)

## Rapper(1)
- Mad Clip, rapper statunitense (New York, n. 1987 - Atene, † 2021)

## Registi(1)
- Panos H. Koutras, regista e sceneggiatore greco (Atene)

## Tiratori di fune(1)
- Panagiōtīs Trivoulidīs, tiratore di fune greco (n. 1878)

## Velisti(1)
- Panagiōtīs Mantīs, velista greco (n. 1981)